# TIB-Dokumentlieferung
Mit der TIB-Dokumentlieferung ermöglicht die Technische Informationsbibliothek (TIB) über das TIB-Portal eine schnelle Bereitstellung von Dokumenten in elektronischer oder gedruckter Form beziehungsweise einen Direktzugriff auf elektronische Dokumente und multimediale Objekte. Das TIB-Portal   ist ein Recherche- und Bestellportal für Fach- und Forschungsinformationen mit dem Fokus auf Technik und Naturwissenschaften. Die bislang über GetInfo, das Fachportal für Technik und Naturwissenschaften, verfügbaren Funktionen und Dienstleistungen sind vollständig in das TIB-Portal integriert.

## TIB-Portal
Das TIB-Portal bündelt den Zugang zu Fachdatenbanken, Verlagsangeboten und Bibliothekskatalogen. Verfügbar sind circa 177 Millionen Datensätze, darunter 77 Millionen TIB-eigene. Verschiedene multimediale Objekte wie Forschungsdaten,  audiovisuelle Medien  und 3D-Modelle sind im TIB-Portal integriert.
Mittels Suchmaschinentechnologie und vielfältiger Filteroptionen können Recherchen nach technisch-naturwissenschaftlicher Fachliteratur im TIB-Portal zielgenau durchgeführt werden. Über einen Sucheinstieg können alle Bestände der TIB durchsucht werden. Zum Erweitern oder Einschränken der Suche bietet die Datenbankauswahl eine Vielzahl technisch-naturwissenschaftlicher Fachdatenbanken an. Die Recherche im TIB-Portal ist kostenfrei.
Die kostenpflichtige Lieferung der Volltexte erfolgt durch die TIB-Dokumentlieferung der Technischen Informationsbibliothek in Hannover. Die TIB ist die Deutsche Zentrale Fachbibliothek für Technik sowie Architektur, Chemie, Informatik, Mathematik und Physik. Die schwer beschaffbare, nicht im Buchhandel erhältliche sogenannte graue Literatur ihrer Fachgebiete ist ein Spezialgebiet der Bibliothek. Der Bestand der TIB umfasst insgesamt rund 9,2 Millionen Bände und Mikroformen sowie rund 57.800 laufend gehaltene Fachzeitschriften (elektronisch und Print). Unter Berücksichtigung der aktuell geltenden urheberrechtlichen Lieferkonditionen erfolgt die Zustellung der Volltexte in elektronischer Form, per Post oder per Telefax (auch PC-Fax). Elektronische Zeitschriftenartikel von wichtigen technisch-naturwissenschaftlichen Verlagen sind im Online-Zugriff.

## Kooperationspartner
- Technische Informationsbibliothek (TIB), Hannover
- Fachinformationszentrum Karlsruhe (FIZ Karlsruhe), Karlsruhe
- Wissenschaftlich-technische Information Frankfurt (WTI-Frankfurt a. M.)

## Informationsangebot
Folgende technisch-naturwissenschaftlichen Fachdatenbanken sind derzeit in GetInfo integriert:

### Interdisziplinär
- Katalog der TIB
- Fraunhofer-Publica
- Elektronische Volltexte – TIBscholar
- Zeitschriftenaufsätze  – BL Online Contents
- Konferenzbeiträge  – BL Conference Proceedings
- Index selektierter STN-Datenbanken

### Technik
- Technik und Management
- Energietechnik
- Kraftfahrzeugtechnik
- Wohnungs- und Bauwesen
- Chemische- und Biotechnologie
- Index selektierter STN-Datenbanken Technik –

### Physik
- Physik und Informationstechnik
- E-Prints – CDS inkl. ArXiv (CERN Document Server)
- Index selektierter STN-Datenbanken Physik

### Informatik
- Physik und Informationstechnik
- Industrielle Informationstechnik
- Index selektierter STN-Datenbanken Informatik

### Chemie
- Chemische- und Biotechnologie
- Index selektierter STN-Datenbanken Chemie